# Параметризація (геометрія)
У математиці, а саме в геометрії, параметризація — процес знаходження параметричних рівнянь кривої, поверхні або, загалом, многовиду чи алгебричного многовиду, визначених неявним рівнянням. Зворотний процес називають імпліцитацією[уточнити]. «Параметризувати» само собою означає «виражати в термінах параметрів».
Параметризація — це математичний процес, що полягає у вираженні стану системи, процесу або моделі як функції деяких незалежних величин, які називають параметрами. Стан системи, зазвичай, визначається скінченним набором координат і тоді параметризація складається з однієї функції кількох дійсних змінних для кожної координати. Число параметрів — це число ступенів вільності системи.
Наприклад, положення точки, яка рухається по кривій у тривимірному просторі, визначається часом, необхідним для досягнення точки, починаючи від фіксованої точки. Якщо x, y, z — координати точки, то рух описують параметричним рівнянням
{\displaystyle {\begin{aligned}x&=f(t)\\y&=g(t)\\z&=h(t),\end{aligned}}}
де t — параметр, що позначає час. Таке параметричне рівняння повністю визначає криву, без необхідності інтерпретації t як часу, і тому його називають параметричним рівнянням кривої (іноді кажуть параметрична крива). Подібно можна отримати параметричне рівняння поверхні, розглядаючи функції двох параметрів t і u.

## Неєдиність
Параметризації, здебільшого, не є єдиними. Звичайний тривимірний об'єкт можна параметризувати (або «координувати») однаково ефективно за допомогою декартових координат (x, y, z), циліндричних полярних координат (ρ,φ,<i id="mwRg">z</i>), сферичних координат (r, φ, θ) або інших систем координат.
Подібно, колірний простір людського трихроматичного колірного зору можна параметризувати за трьома кольорами: червоним, зеленим та синім, RGB, або блакитним, пурпуровим, жовтим та чорним, CMYK.

## Розмірність
Як правило, найменша кількість параметрів, необхідних для опису моделі або геометричного об'єкта, дорівнює його розмірності, а величини параметрів — у межах їх допустимих діапазонів — утворюють простір параметрів. Хоча вдалий набір параметрів дозволяє ідентифікувати кожну точку в просторі об'єкта, однак може статися, що для даної параметризації різні значення параметрів посилаються на ту саму точку. Такі відображення сюр'єктивні, але не ін'єктивні. Прикладом є пара циліндричних полярних координат (ρ, φ, z) та (ρ, φ + 2π, z).

## Інваріантність
Як зазначено вище, існує довільність у виборі параметрів даної моделі, геометричного об'єкта тощо. Часто бажано визначити внутрішні властивості об'єкта, які не залежать від цієї довільності, які, отже, не залежать від конкретного вибору параметрів. Особливо це стосується фізики, де інваріантність параметризації (або «інваріантність репараметризації») є керівним принципом у пошуку фізично прийнятних теорій (зокрема, у загальній теорії відносності).
Наприклад, положення фіксованої точки на деякій кривій лінії можна задати набором чисел, значення яких залежать від параметризації кривої, проте довжина (належним чином визначена) кривої між двома такими фіксованими точками буде незалежною від конкретного вибору параметризації (у цьому разі: метод, за допомогою якого довільна точка на лінії однозначно індексується). Отже, довжина кривої є параметризаційно-інваріантною величиною. У таких випадках параметризація є математичним інструментом, який використовують для отримання результату, значення якого не залежить від деталей параметризації та не посилається на них. Загалом, параметризаційна інваріантність фізичної теорії означає, що або розмірність, або об'єм простору параметрів є більшими, ніж це необхідно для опису фізики (величин, що мають фізичне значення), про яку йдеться.
Хоча загальну теорію відносності можна висловити без посилання на систему координат, обчислення фізичних (тобто спостережуваних) величин, як-от кривина простору-часу, незмінно передбачають введення певної системи координат, щоб посилатися на точки простору-часу, які беруть участь у обчисленні. Тому в контексті загальної теорії відносності вибір системи координат можна розглядати як метод «параметризації» простору-часу, а нечутливість результату обчислення фізично значущої величини до цього вибору можна розглядати як приклад інваріантності параметризації.
Як інший приклад, фізичні теорії, спостережувані величини яких залежать лише від відносних відстаней (співвідношення відстаней) між парами об'єктів, називають масштабоінваріантними. У таких теоріях будь-яке посилання в розрахунку на абсолютну відстань означатиме введення параметра, відносно якого теорія є інваріантною.

## Приклади
- Поверхня Боя
- Сингулярна ізотермічна сфера
- Модель Лямбда-CDM, стандартна модель космології Великого вибуху

## Техніки
- Параметризація Фейнмана[en]
- Параметризація Швінґера[en]
- Моделювання твердих тіл
- Впровадження залежностей